# Gelbbrauner Kofferfisch
Der Gelbbraune Kofferfisch (Ostracion cubicus) lebt im Roten Meer und im tropischen Indopazifik von Ostafrika bis zu den Ryūkyū-Inseln, Hawaii, Tuamotu und der Lord-Howe-Insel. Er bevorzugt Lagunen und geschützte Außenriffe, in Tiefen von einem bis 35 Metern. Jungfische verstecken sich oft in ästigen Acropora-Steinkorallen.
Die einzelgängerischen Fische ernähren sich von Algen und den in ihnen lebenden Kleintieren, sowie von bodenbewohnenden Wirbellosen, wie Weichtiere, Schwämme, Vielborster, Krebstiere und Foraminiferen. Größere Exemplare fressen auch kleine Fische.

## Merkmale
Charakteristisch für die Art ist die kubische Form des Körpers. Die Fische sind gelbbraun, bläulich bis grün mit einigen unregelmäßigen blauen Flecken. Die polygonartigen Ränder der den Panzer bildenden Knochenplatten sind gelb abgesetzt. Jungfische sind gelb mit einem Muster von schwarzen Punkten. Später werden sie senffarben bis grünlich. Gelbbraune Kofferfische werden 45 bis 50 Zentimeter lang. Die Population im Roten Meer weicht in ihrer Farbe von der indopazifischen Form ab und wurde analog zum Japanischen Kofferfisch (Ostracion immaculatus), als eigene Art, Ostracion argus beschrieben. Die Art wurde aber nicht allgemein anerkannt.
Flossenformel: Dorsale 8–9, Anale 9, Caudale 10, Pect. 9–10.

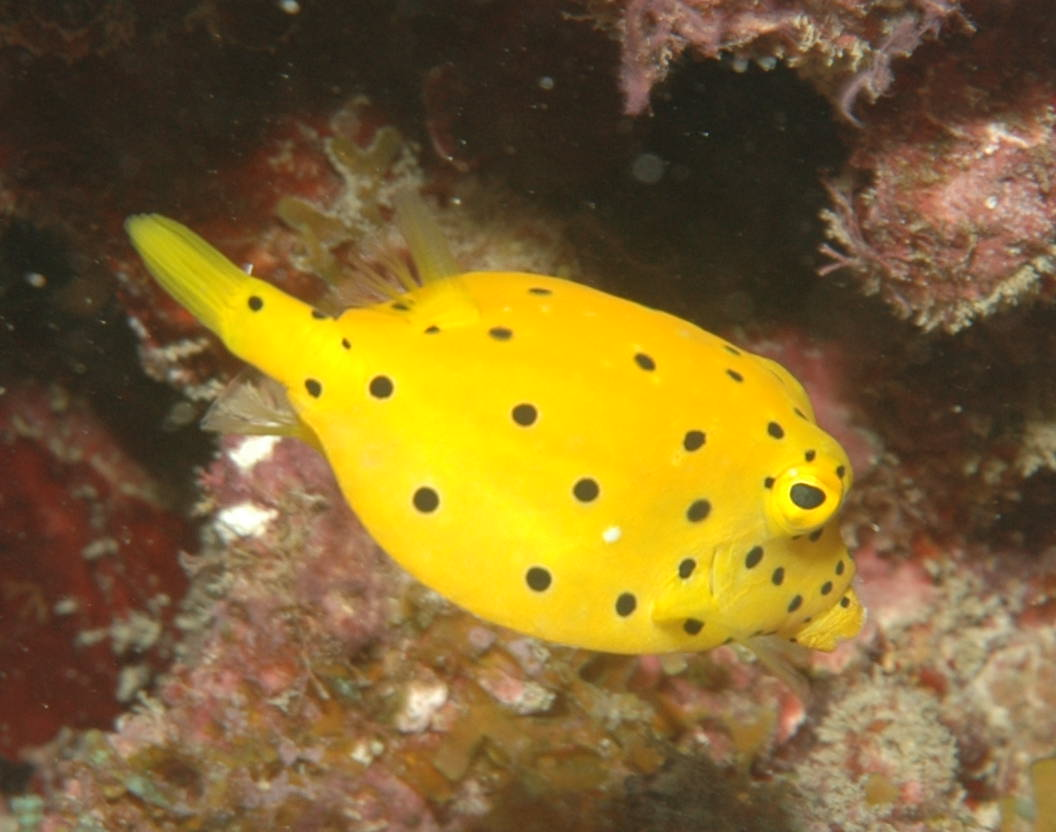
Jungfisch
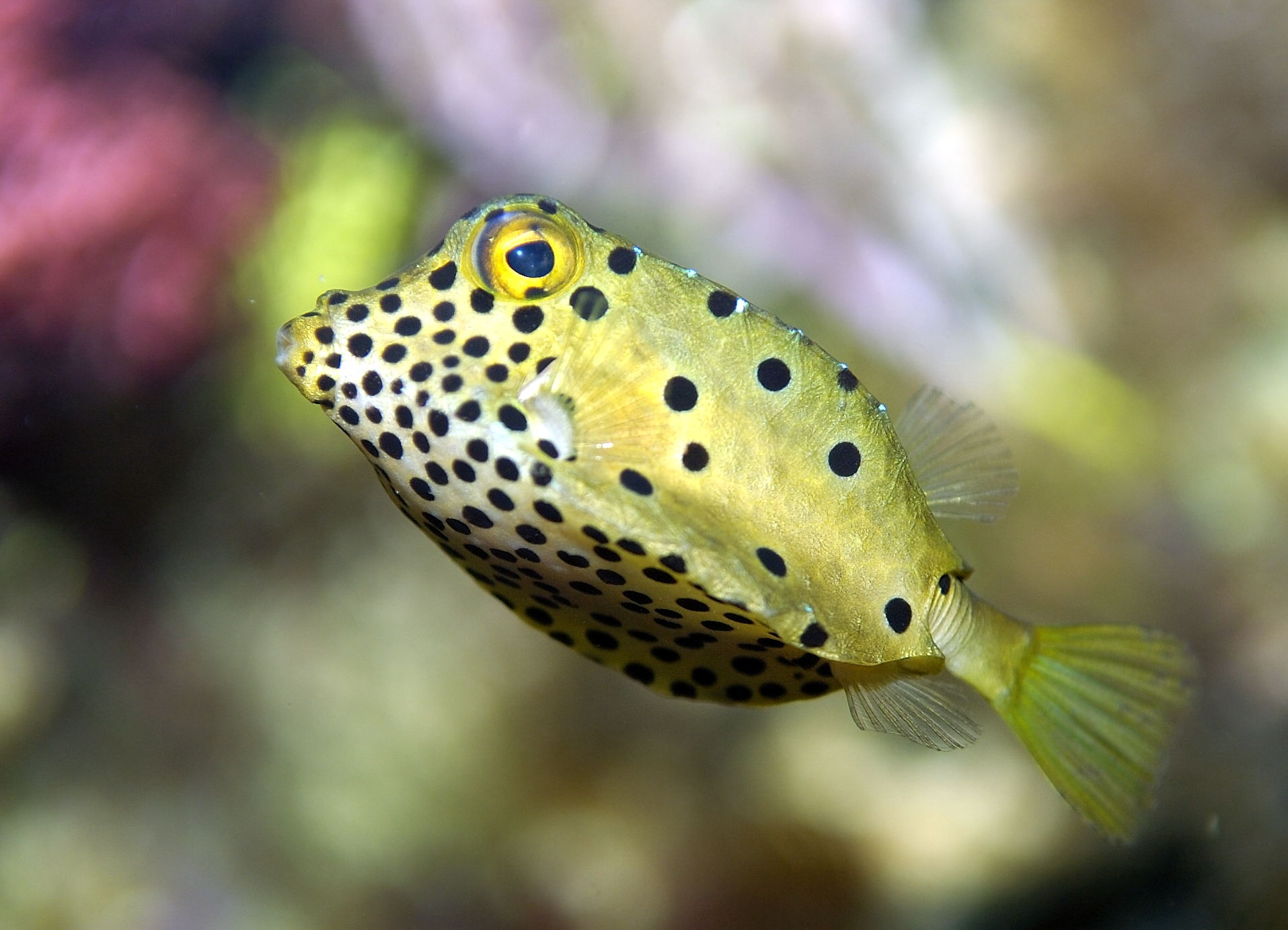
Halbwüchsig
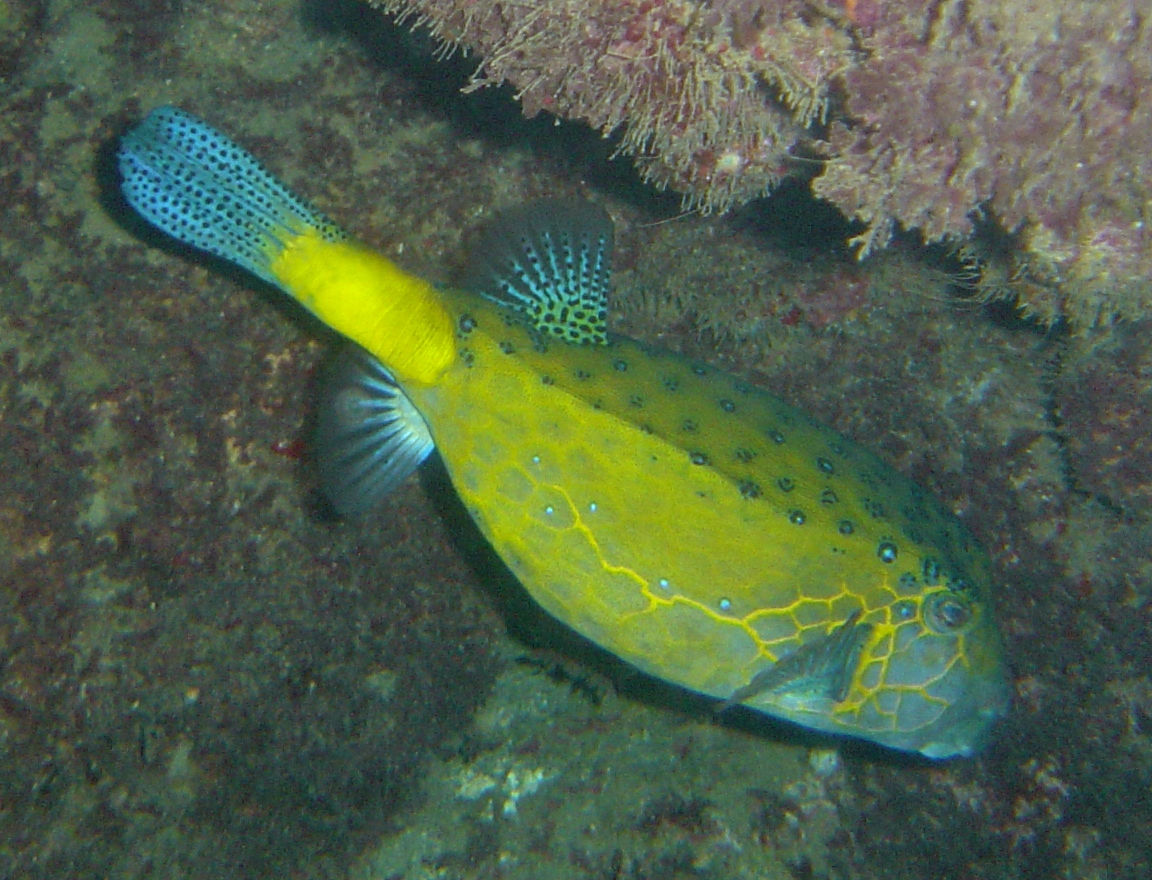
Ausgewachsen